# Rojental

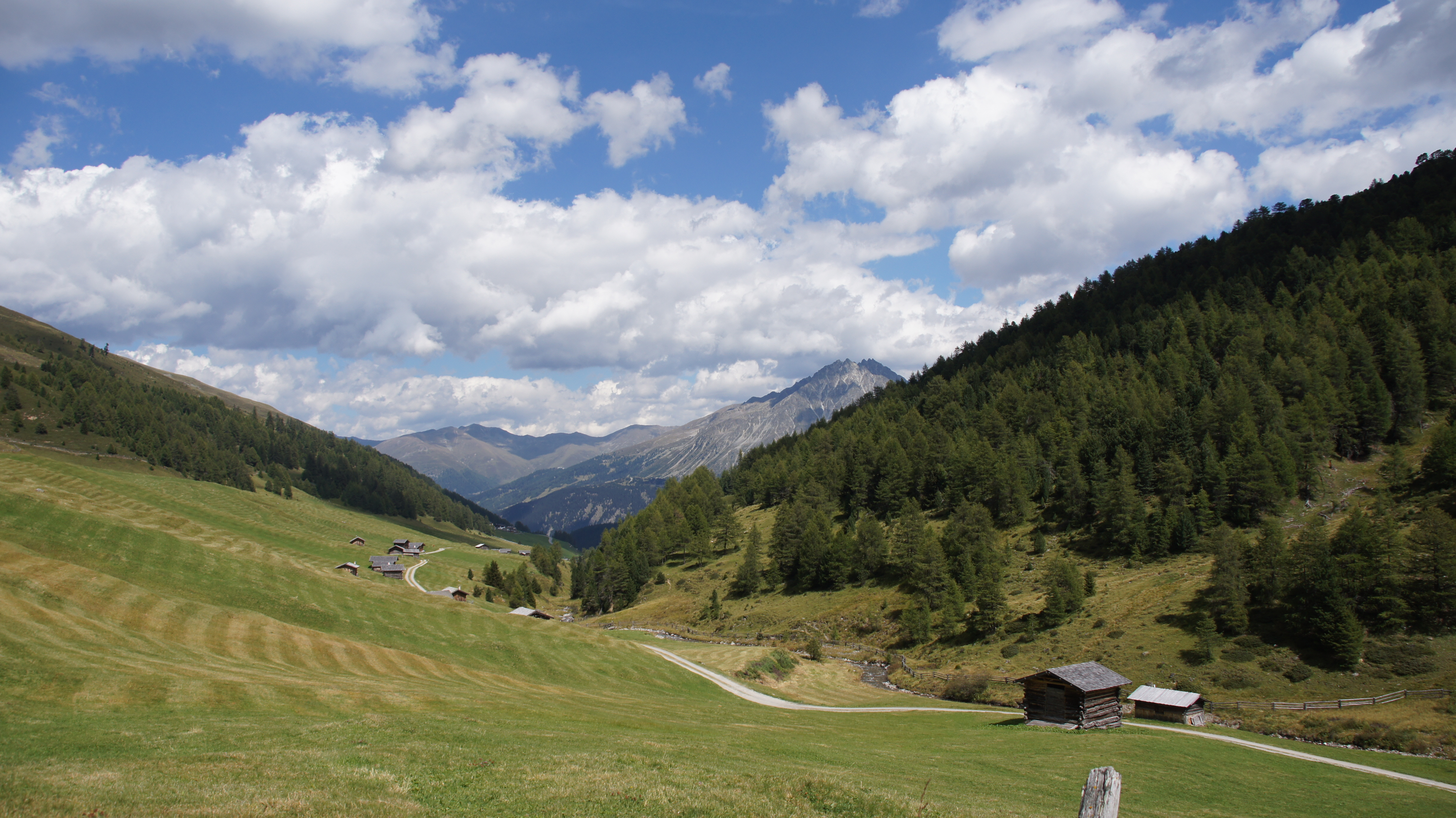
Das Rojental talauswärts gesehen, im Hintergrund die Klopaierspitze

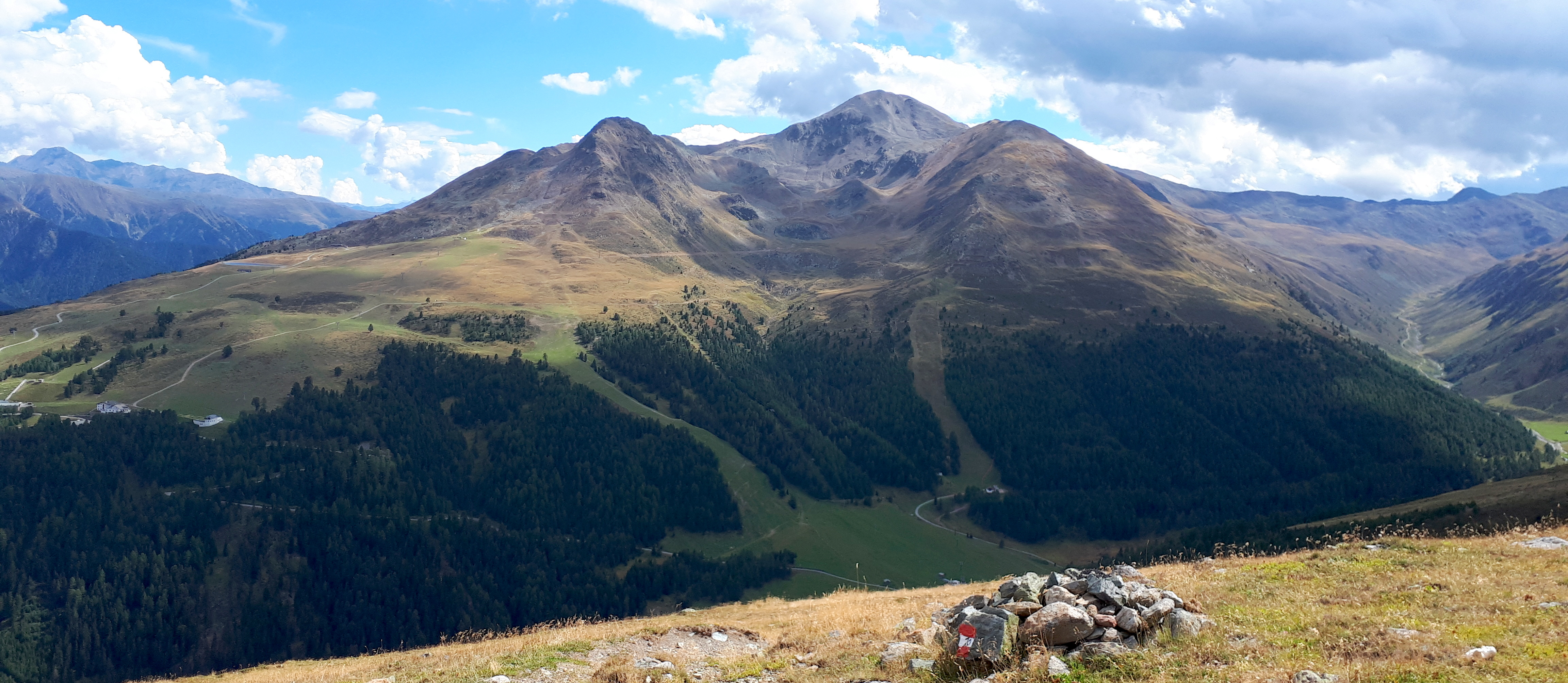
Rojener Sonnenuhr

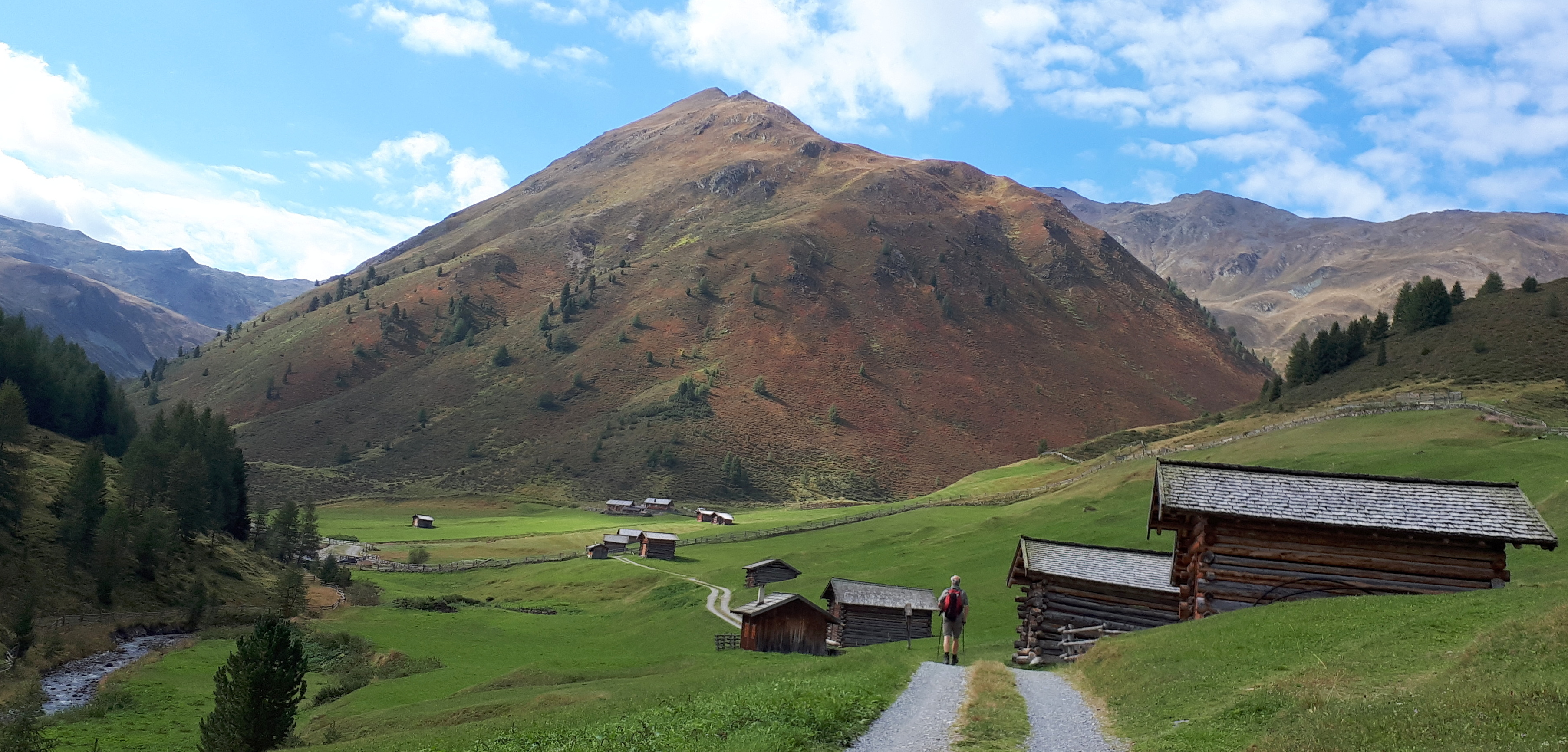
Vallungkopf

Das Rojental, auch einfach Rojen genannt (italienisch Valle Roia), ist ein Seitental des Vinschgaus bzw. oberen Etschtals im äußersten Nordwesten Südtirols in Italien. Es zweigt am Reschensee bzw. beim Dorf Reschen in südwestliche Richtung ab und führt in die Berge der Sesvennagruppe hinein. Das gesamte Tal mit der Ortschaft Rojen gehört administrativ zur Gemeinde Graun im Vinschgau.
Der das Rojental westlich begleitende Bergkamm trägt die Grenze zum Schweizer Kanton Graubünden. Im Talinneren trennt sich der Verlauf in die Seitenäste des Griontals und des Vallungtals, das im Süden bis an den Talschluss von Zerz heranreicht.
Zu den das Tal umgebenden Bergspitzen zählen (entgegen dem Uhrzeigersinn von West über Süd zur Ostseite):
- Jochbodenkopf/Piz Rusenna (2802 m)
- Äußerer Nockenkopf (2776 m)
- Innerer Nockenkopf (2772 m)
- Grionkopf (2896 m)
- Piz Rasass (2941 m) mit Übergang zur Sesvennahütte
- Seebodenspitz (2859 m) mit Übergang zur Haideralm
- Vallungkopf (2643 m)
- Rojener Sonnenuhr, bestehend aus
  - Zehnerkopf (2675 m)
  - Elferspitze (2926 m)
  - Zwölferkopf (2783 m)